# マタゴルダ湾

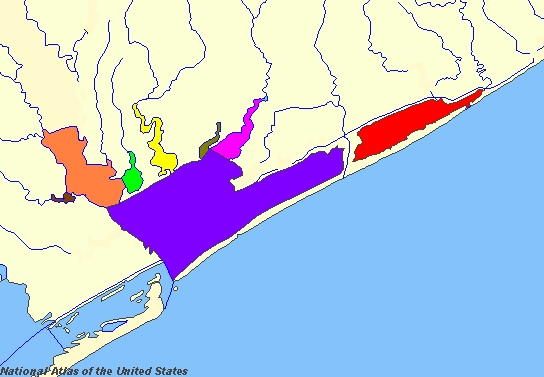
マタゴルダ湾（紫）とその付属の水域

マタゴルダ湾またはマタゴーダ湾(Matagorda Bay)はテキサス州の沿岸の大きな湾で、カルフーン郡とマタゴルダ郡の間に位置している。コロラド川が湾に流れこみ、メキシコ湾へと通じている。湾はマタゴルダ半島によってメキシコ湾と分けられている。ポート・オコーナー(Port O'Connor)の町はその岸に位置している。
マタゴルダ湾に付属して、いくつかの名付けられた湾がある。ラバカ川河口のある西にはラバカ湾があり、そこにはポートラバカの町がある。トレスパラシオス川河口のトレスパラシオス湾は北東にあり、パラシオス(Palacios)の町につながっている。他の入り江には、タートル湾、カランカフア湾、ケラー湾、コックス湾がある。